# Psila emiliae
Psila emiliae är en tvåvingeart som beskrevs av Shatalkin 1993. Psila emiliae ingår i släktet Psila och familjen rotflugor. Inga underarter finns listade i Catalogue of Life.